# Schwetzingerstadt/Oststadt

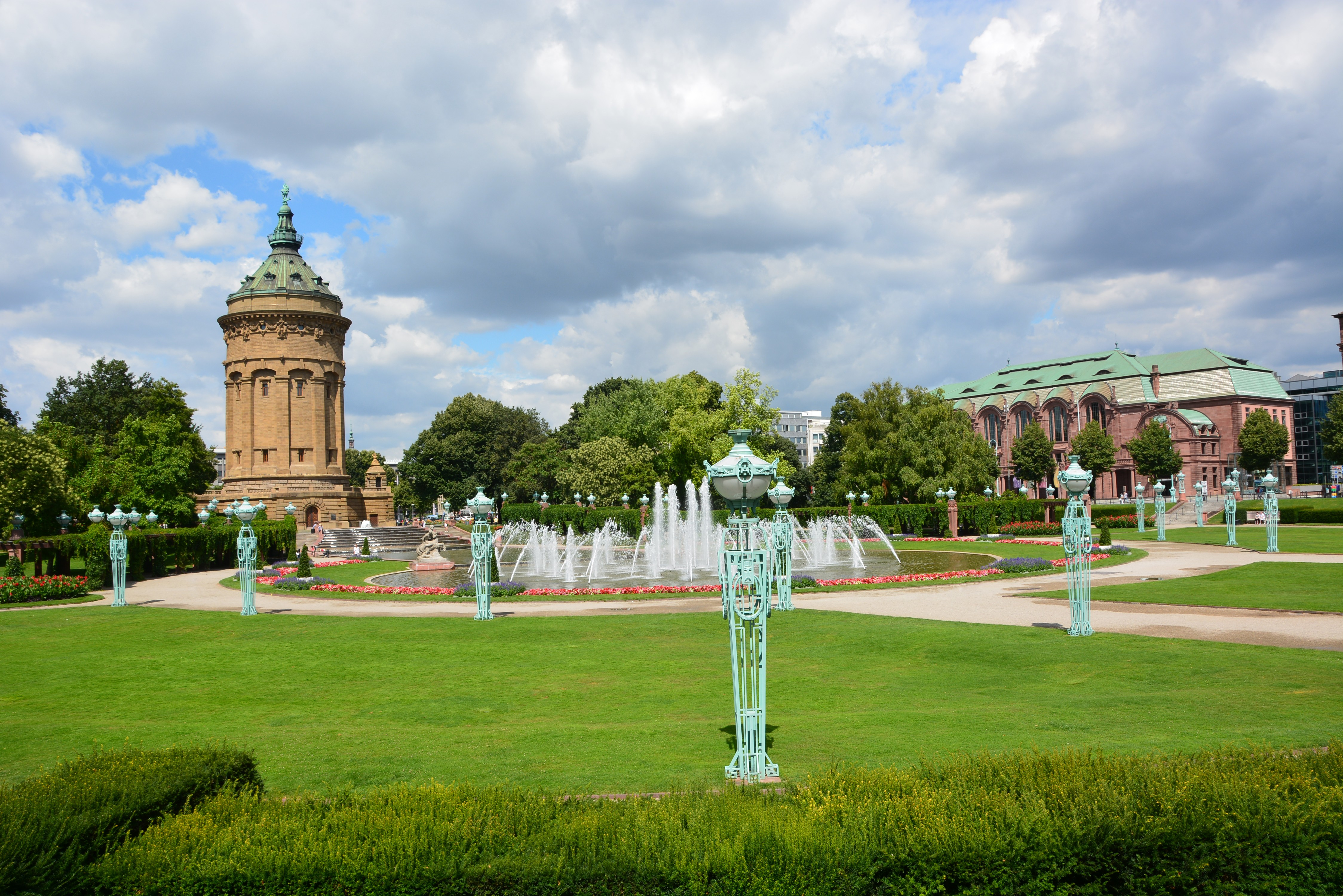
Friedrichsplatz mit Wasserturm

Reichskanzler-Müller-Straße

Schwetzingerstadt/Oststadt ist ein Stadtbezirk in Mannheim, der direkt östlich der Innenstadt liegt. Er setzt sich aus den Stadtteilen Schwetzingerstadt und Oststadt zusammen. Die Grenze zwischen den beiden Stadtteilen wird durch die Seckenheimer Straße markiert. Die Schwetzingerstadt liegt südlich, die Oststadt nördlich davon.

## Geschichte

### Schwetzingerstadt
Der Stadtteil Schwetzingerstadt, früher auch „Schwetzinger Vorstadt“ genannt, schließt sich südöstlich des Kaiserrings an die Innenstadt an. Im Bereich der Burgstraße stand bereits im frühen Mittelalter am damaligen Lauf des Neckars die Zollburg Rheinhausen ⊙. Diese verlor ihre Bedeutung, als der Neckar um 1275 nach einer Überschwemmung seinen Lauf änderte und nicht mehr südlich, sondern nördlich von Mannheim in den Rhein mündete. Sie wurde später in einen Gutshof bzw. eine Mühle umgewandelt. Burgstraße, Rheinhäuser Straße, Krappmühlstraße und Windmühlstraße erinnern daran.
Zu Zeiten der Kurfürsten noch ein freies Feld, wurde das Viertel im Zuge der Industrialisierung dicht bebaut. 1840 wurde als Vorläufer des Mannheimer Hauptbahnhofs der Kopfbahnhof der Badischen Hauptbahn unweit der Innenstadt errichtet. Nach dessen Ende folgte dort zwischen 1884 und 1910 die Tattersall-Reithalle, ein großes Ziegelsteingebäude nach dem die Örtlichkeit heute noch den Namen „Tattersall“ trägt. Unweit davon, im Bereich der heutigen Heinrich-Lanz-Straße, hatte die von Heinrich Lanz gegründete Landmaschinenfabrik („Lanzsche Fabrik“, später Heinrich Lanz AG) ihren Standort. Aus Platzgründen wurde diese ab 1888 in den Nachbar-Stadtteil Lindenhof verlagert und 1956 von John Deere übernommen.
Nach der Behebung großer Schäden des Zweiten Weltkriegs hat sich mittlerweile dort ein Wohnquartier mit lebendiger Kultur- und Kneipenszene entwickelt.

### Oststadt
Die Mannheimer Oststadt schließt sich nördlich an die Schwetzingerstadt an, im Osten bildet die östliche Riedbahn jenseits des Luisenparks die Grenze zu Neuostheim, im Norden der Neckar.
Bereits 1872 begannen die Planungen für das stadteigene Gelände im Anschluss an die Innenstadt zwischen Schwetzingerstadt und Neckar bis zur damaligen östlichen Gemarkungsgrenze mit einem Wettbewerb und weiteren Plänen. Dann aber erschien die Erschließung anderer Gebiete der Stadt dringlicher. Die Fertigstellung des Mannheimer Wasserturms 1889 am Rand der Innenstadt rief die Oststadt wieder in Erinnerung. Planungen für einen ersten Abschnitt als großstädtisches Wohngebiet mit großzügigen Straßen und Baublöcken mit 60 m breiter Hauptstraße (spätere Augustaanlage) mit zwei Alleestraßen als Querungen sowie Diagonalen wurden aufgenommen, ebenso für die Grünanlage des Unteren Luisenparks.

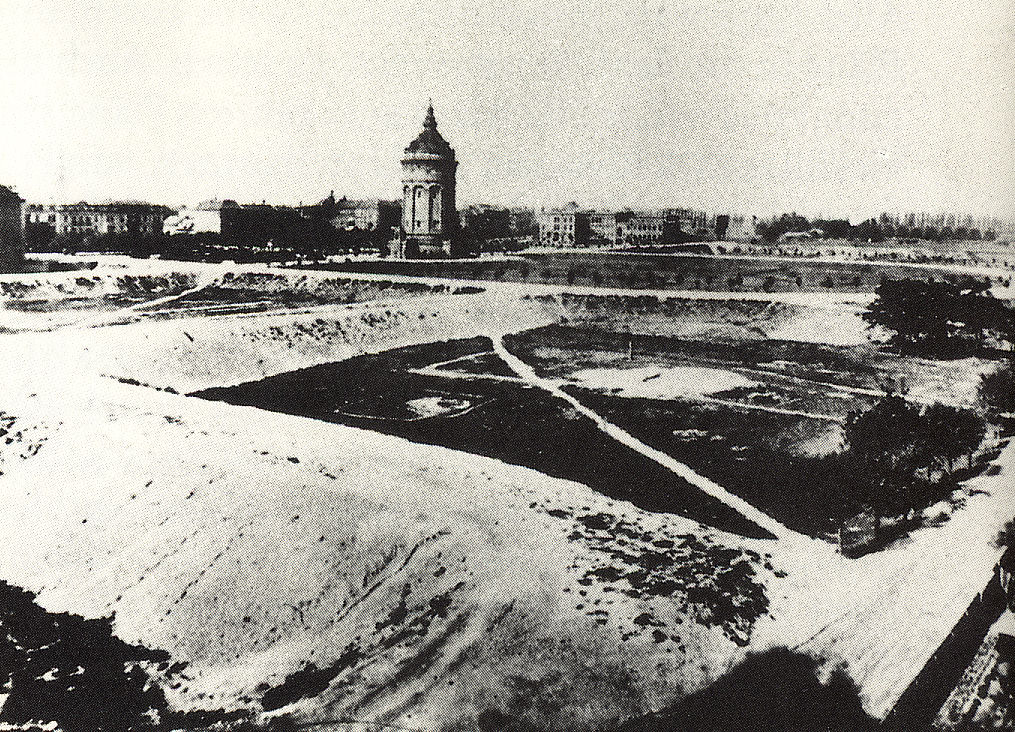
Aufgefüllte, aber noch unbebaute Straßen am Wasserturm

Da das Oststadt-Gelände deutlich niedriger lag als das beabsichtigte Straßenniveau, begann ab 1892 die Ausführung mit Erdarbeiten zur Auffüllung der Straßen als Dämme. 1897 wurde der Obere Luisenpark gegründet. Auch die Planungen für die Bebauung am Rand des Friedrichsplatzes erfolgten noch vor 1900. Das Parkhotel wurde 1901 dort fertiggestellt, der Rosengarten 1903. Da der Bedarf nach Villenplätzen mit Abstand zur Schwetzingerstadt und deren einfacherer Bevölkerung gestiegen war, hatte die Bebauung des Bereichs nördlich der Augustaanlage Vorrang. Daher bot sich der brachliegende Bereich unmittelbar südlich der Augustaanlage für die Kunst- und Gartenbauausstellung an, die 1907 aus Anlass des dreihundertjährigen Stadtjubiläums ausgerichtet wurde. Die weitere Erschließung des niedrig gelegenen Oststadtgeländes war durch umfangreiche Niveauregulierung und Auffüllungen recht aufwändig. Die Erweiterung der Oststadt in dem ehemaligen Gewann „Kuhweide“ östlich der Otto-Beck-Straße erfolgte überwiegend erst ab den 1920er Jahren.
In den Bombennächten des Zweiten Weltkriegs musste die Oststadt aufgrund ihrer geringeren Bebauungsdichte nicht ganz so viele Schäden verzeichnen wie andere Stadtteile, so dass sie mit ihrem Bestand alter Villen und Häusern aus der Gründerzeit heute ein beliebtes Wohngebiet mit überwiegend wohlhabender Bevölkerung darstellt.
Durch die Oststadt zieht sich die alleenartige Achse der Augustaanlage, die eine der Haupt-Ein- und -Ausfallstraßen der Stadt darstellt. Benannt ist die Augustaanlage nach der Deutschen Kaiserin und Königin von Preußen, Augusta von Sachsen-Weimar-Eisenach, nach deren Tochter, Luise Marie Elisabeth von Preußen, Großherzogin von Baden, der Mannheimer Luisenpark benannt ist. Viele Firmen haben ihren repräsentativen Sitz an der Augustaanlage und ihren Nebenstraßen.

## Politik
Schwetzingerstadt/Oststadt ist einer der sechs inneren Stadtbezirke. Nach der Hauptsatzung der Stadt Mannheim hat jeder Stadtbezirk einen Bezirksbeirat, dem 12 dort wohnende Bürger angehören, die der Gemeinderat entsprechend dem Abstimmungsergebnis der Gemeinderatswahl bestellt. Sie sind zu wichtigen Angelegenheiten, die den Stadtbezirk betreffen, zu hören und beraten die örtliche Verwaltung sowie Ausschüsse des Gemeinderats.
| Partei           | 2019 | 2014 | 2009 | 2004 | 1999 | 1994 |
| ---------------- | ---- | ---- | ---- | ---- | ---- | ---- |
| GRÜNE            | 4    | 2    | 3    | 2    | 1    | 2    |
| CDU              | 2    | 3    | 4    | 5    | 7    | 5    |
| SPD              | 2    | 3    | 3    | 3    | 3    | 4    |
| Mannheimer Liste | 1    | 1    | 1    | 1    | 1    | 1    |
| Linke            | 1    | 1    | -    | -    | -    | -    |
| AfD              | 1    | 1    | -    | -    | -    | -    |
| FDP              | -    | 1    | 1    | 1    | -    | -    |

## Sehenswürdigkeiten
Im Stadtbezirk Schwetzingerstadt/Oststadt befindet sich ein Großteil der Sehenswürdigkeiten Mannheims.
So markiert der Friedrichsplatz mit seinen im Jugendstil geprägten Gartenanlagen quasi das Tor zu diesem Stadtteil, der in der Folge der großen Industrieausstellung 1907 auf- und ausgebaut wurde. In der Mitte erhebt sich der Mannheimer Wasserturm, das Wahrzeichen der Stadt. Auf der Südseite des Platzes steht die städtische Kunsthalle und symmetrisch dazu auf der Nordseite das Konzert- und Kongresszentrum Rosengarten.
Ebenfalls nahezu symmetrisch erheben sich nördlich und südlich des Platzes in einiger Entfernung die Kirchen der beiden großen Konfessionen: Die evangelische Christuskirche wurde am Werderplatz bis 1911 im neubarocken Stil mit Jugendstilelementen erbaut. Ihre Kuppel weist eine Höhe von 65 m auf. Südlich erhebt sich die katholische Heilig-Geist-Kirche im neugotischen Stil.
Weiter nördlich dem Neckar zu wurde in den 50er Jahres des vorigen Jahrhunderts der Neubau des Nationaltheaters an der Goethestraße errichtet. Direkt am Neckar wurde das Appartementhaus Collini-Center gebaut, eines der höchsten Hochhäuser Baden-Württembergs. Hinter dem Theater beginnt der Luisenpark, der mit 41 Hektar der größte Stadtpark Mannheims ist. Er wurde 1903 angelegt und zur Bundesgartenschau 1975 erweitert. Zwischen Luisenpark und Neckar befindet sich der Fernmeldeturm. Er ist mit 212,8 Metern das höchste Gebäude der Stadt.
Unter den vielen Villen der Oststadt ist vor allem das Palais Lanz von 1913 bemerkenswert, das der Fabrikant Karl Lanz nach dem Vorbild französischer Barockschlösser als größtes Privathaus in Mannheim errichten ließ.
Am Ostende des Luisenparks wurde das Carl-Benz-Stadion für Spiele der Fußball-Bundesliga errichtet.
Am östlichen Ende der Augustaanlage Stadt auswärts befindet sich der Mannheimer Kunstverein. Im Übergang der Augustaanlage in die Schnellstraße B 37 zur A 656 nach Heidelberg, befinden sich der Verwaltungsgerichtshof Baden-Württemberg, das Technoseum und das Planetarium am Friedensplatz.

## Verkehr
Die Schwetzingerstadt ist durch die Stadtbahnlinien 1, 6, 6A, 8 und 9 erschlossen. Aufgrund der zentrale Lage des Stadtbahndepots-Mitte am südlichen Rand der Schwetzingerstadt, fahren im Früh- und Spätverkehr zusätzliche Stadtbahnen der Linien E, die dann im weiteren Verlauf ihren regulären Trassen und den dazugehörigen Liniennummern zugeführt werden. Somit ist speziell in den Morgen- und Abendstunden die direkte Anbindung zwischen Schwetzingerstadt und anderen Stadtteilen ohne Umstieg möglich.
Die Oststadt wird nordöstlich von der Linie 5 (ehemals OEG) tangiert, die entlang des Neckars verläuft. Des Weiteren ist die Oststadt durch die Buslinien 60 und 63 (vereinzelt 64) ab „Lanzvilla“ erschlossen.  Der ÖPNV im Stadtgebiet wird von der RNV betrieben.
Ebenfalls besitzen beide Stadtteile eine gute überregionale Anbindung mit Bahn und Pkw, über den Hauptbahnhof am nordwestlichen Rand der Schwetzingerstadt sowie über die zentrale Zugangsstraße Augustaanlage weiter über die B 37 und A 656 zum Autobahnkreuz Mannheim und der A 6.